# 13474 Vʹyus
Vʹyus (asteróide 13474) é um asteróide da cintura principal, a 1,8602051 UA. Possui uma excentricidade de 0,2910764 e um período orbital de 1 552,5 dias (4,25 anos).
Vʹyus tem uma velocidade orbital média de 18,38704889 km/s e uma inclinação de 7,81088º.
Este asteróide foi descoberto em 29 de Agosto de 1973 por Tamara Smirnova.